# Sky Cinema Disney
Sky Cinema Disney, anciennement Sky Movies Disney, est chaîne de télévision britannique appartenant à Sky et à Walt Disney Television.

## Histoire
British Sky Broadcasting annonce le 21 février que Sky Movies Disney remplacera Disney Cinemagic à compter du 28 mars 2013,.

## Diffusion
La chaîne est diffusée sur les mêmes réseaux que Disney Cinemagic, c'est-à-dire sur Sky, Virgin Media et UPC Ireland.